# Marco Polo (1982)
Marco Polo ist der Titel einer vierteiligen Miniserie, die 1982 produziert wurde und in der Ken Marshall die Hauptrolle spielt. Sie erzählt die wahre Geschichte von den Abenteuern des venezianischen Kaufmannssohnes Marco Polo.
Es war die erste Zusammenarbeit dieser Art zwischen einem westlichen und einem chinesischen Fernsehsender.

## Handlung
Die Handlung wird retrospektiv und chronologisch von dem Moment an erzählt, als Marco Polo in Genua von der Kirche verhaftet wurde und sie anfing, die Schriften von Rustichello entsprechend der Anschuldigungen ihm gegenüber zu untersuchen.
Marco Polo wächst in Venedig heran und wird von seinem Onkel Zane und seiner Tante Flora erzogen, Tuchhändlern von Beruf. Seine Mutter stirbt, als er noch ein Kind ist; seinen Vater, der in Asien jenseits von Persien, von dem man sagt, dass nur Bestien und böse Geister leben, auf einer jahrelangen Geschäftsreise unterwegs ist, hat er nie kennengelernt. Mit seinen Freunden träumt er jedoch, ein großes Abenteuer in fernen Landen zu bestehen, und baut daher sogar sein eigenes Schiff.
In diesem Augenblick treffen Marcos Vater Niccolò und sein Onkel Matteo Polo in Venedig ein. Es kommt zum ersten Treffen zwischen Vater und Sohn. Er erfährt von ihnen, dass sie vom großen Kublai Khan gesandt worden sind, um christliche Gelehrte zu finden, die sie in dessen Reich begleiten sollen. Der Khan, aufgeschlossen gegenüber anderen Religionen, bittet auch um geweihtes Öl aus der Grabeskirche Jesu. Er will auch den Handel mit Venedig und Europa. 
Die Bitte kann jedoch nur vom Papst erfüllt werden. Da jedoch bereits seit vier Jahren das Konklave tagt, werden die Polos vom Dogen von Venedig, der ebenfalls Handel mit dem Khan haben will, nach Akko (Israel) gesandt, um die Bitte dem päpstlichen Legaten, Teobaldo Visconti, vorzutragen, nicht ahnend, dass dieser in wenigen Monaten zum Papst Gregor X. gewählt werden wird. Marco darf seinen Vater und Onkel nur auf Fürbitten des Papstes nach Osten begleiten.
Strapazen und Entbehrungen kennzeichnen den Weg. Schließlich erreicht die Gruppe die Mongolei. Hier freundet er sich mit Chinkin, dem Sohn Kublai Khans an, der an Epilepsie leidet, und wird von Kublai wegen seiner Fähigkeiten sehr geschätzt. Durch sein Geschick schafft es Marco zum Präfekten des Khans befördert zu werden und als solcher ganz China zu besuchen, wobei er auch erleben muss, wie Kublai in seinem Versuch scheitert, Japan zu erobern, was sein Reich schwächte. Er erlebt auch, wie der korrupte Regent Achmet gegen ihn intrigiert und versucht ihn umzubringen und wie er schließlich Opfer seiner eigenen Korruption wird und wie innere Verschwörungen den Mongolenherrscher dazu veranlassen, einen Krieg gegen seinen Bruder Nayan zu führen, den Kublai Khan schließlich gewinnt, was zur Sicherung seiner Macht führt aber sein Reich innerlich zusätzlich schwächte. 
Er erlebt ebenfalls, wie sein Freund Chinkin wegen seiner Krankheit stirbt. Schließlich beschließt Marco mit seiner Familie nach Venedig zurückzukehren, als sein Vater aufgrund seines Alters wieder zurückkehren will. Ein bereits an Altersschwäche sterbender Kublai erlaubt es als Gegenleistung dafür, dass sie eine Mongolenprinzessin zum Khan von Persien bringen, damit sie ihn heiratet, was zur Stärkung seines Reiches führen soll. Sie sind damit einverstanden und, schweren Herzens, verabschiedet sich dann Kublai von ihm.
Als Marco Polo Jahre später nach Venedig als reicher Mann zurückkehrt und bald zusammen mit Venedig in den Krieg gegen Genua ziehen muss, wird er während des Krieges von den Genuesen verletzt und gefangen genommen. Neun Monate verbringt er im Gefängnis und, auf seinen möglichen Tod wartend, vertraut er seine Erlebnisse dem Schreiber Rustichello an, der sie niederschreibt. Als die Kirche in Genua von diesen Schriften erfährt, wird er von ihr verhaftet. Man wirft ihm vor, in den Schriften gelogen zu haben, heidnischen Göttern gehuldigt zu haben und ketzerischen Einfluss nach Italien bringen zu wollen.
Im Winter 1299 wird der in der Zwischenzeit genesene Marco Polo vor einem Gericht angeklagt und freigesprochen dank der Verteidigung Rustichellos, der während des Prozesses bemerkt hatte, dass Marco Polo in seinem Reisebericht nicht gelogen hatte durch seinen eisernen Entschluss seinen Bericht als wahr zu verteidigen und durch die Teilbestätigung seines Berichts durch andere Quellen, wobei er auch erkannte, dass er durch seine Handlungen viele Vorurteile über die Welt jenseits von Persien beseitigt und somit eine neue Welt für die Menschen Europas geöffnet hatte. Als freier Mann kehrt er daraufhin nach Venedig zurück und bleibt dort bis zu seinem Tod im Jahr 1324.

## Hintergrundinformationen
Marco Polo wurde an Schauplätzen in Italien, Marokko, Nepal und China gedreht. Für die Titelrolle, die der damals 32-jährige Newcomer Ken Marshall verkörperte, kamen unter anderem auch Peter Firth, Michael Ontkean und Mandy Patinkin in Betracht, die jedoch ablehnten.

## Synchronsprecher
Die Synchronsprecher für die deutsche Fassung:
| - Marco Polo: Detlef Bierstedt - Niccolò Polo: Heinz-Dieter Knaup - Matteo Polo: Gunter Schoß - Marcos Mutter: Anne Wollner - Doge von Venedig: Wolfgang Greese - Papst Gregor X.: Helmut Schellhardt - Achmet: Werner Ehrlicher - Kaiserin Chabi: Waltraut Kramm - Kublai Khan: Alfred Struwe - Tante Flora: Christel Peters - Antonio Rustico: Hans-Robert Wille - Giovanni: Mario Adorf - Monika: Blanche Kommerell - Katerina: Simone von Zglinicki | - Prinz Chinkin: Gerald Schaale - Nayan: Jürgen Heinrich - Arnolfo: Stefan Lisewski - Bektor Khan: Detlev Witte - Bruder Anselmo: Wolfgang Lohse - Bruder Damiano: Franz Viehmann - Bruder Guglielmo: Günter Wolf - Bruder Philippo: Peter Hladik - Bruder Pietro: Fred Alexander - Bruder Tommaso: Horst Buder - Caidu Khan: Hans Teuscher - Chen Pao: Joachim Kaps - Fiametta: Kerstin Sanders-Dornseif - Giulio: Herbert Sand - Wang Zhu: Rainer Büttner - Zora: Ute Lubosch |

## Kritik
„In dieser Fernsehserie von 1982 wird versucht, dem Leben des Weltreisenden mit aufwändigen Settings und hochdekoriertem Staraufgebot gerecht zu werden. Seinen spannenden Reisen, von seinen Anfängen in Venedig, über den fernen Orient, bis hin nach China, wird größte Aufmerksamkeit gewidmet und dem Mann, der viele Jahre in China verbrachte und dem Großkhan zur Seite stand, ein angemessenes filmisches Denkmal gesetzt.“

## Auszeichnungen
Der Film war bei der Emmyverleihung 1982 in acht Kategorien nominiert und gewann zwei Emmy Awards.
Auszeichnung
- Bestes Kostümdesign einer Fernsehserie
- Beste Miniserie

Nominierungen
- Bester Tonschnitt einer Miniserie
- Bestes Haarstyling
- Beste Art-Direktion/Set-Dekoration
- Beste Kamera
- Bester Schnitt
- Beste Kreative Leistung

Außerdem wurde Filmeditor John A. Martinelli 1983 für den Eddie Award in der Kategorie Bester Schnitt einer Miniserie nominiert.